# Йоркелюнга (община)
Община Йоркелюнга (на шведски: Örkelljunga kommun) е разположена в лен Сконе, югоизточна Швеция с обща площ 331 km2 и население 9653 души (към 31 декември 2013). Административен център на община Йоркелюнга е едноименния град Йоркелюнга.